# Episodi di American Crime (prima stagione)
La prima stagione della serie televisiva American Crime è stata trasmessa in prima visione assoluta negli Stati Uniti dal 5 marzo al 14 maggio 2015 su ABC.
In lingua italiana la stagione è stata resa disponibile sulla piattaforma pay TIMvision dal 25 settembre 2015. La trasmissione televisiva è invece inedita.
| nº | Titolo originale | Titolo italiano | Prima TV Stati Uniti | Pubblicazione Italia |
| -- | ---------------- | --------------- | -------------------- | -------------------- |
| 1  | Episode 1        | Episodio 1      | 5 marzo 2015         | 25 settembre 2015    |
| 2  | Episode 2        | Episodio 2      | 12 marzo 2015        | 25 settembre 2015    |
| 3  | Episode 3        | Episodio 3      | 19 marzo 2015        | 25 settembre 2015    |
| 4  | Episode 4        | Episodio 4      | 26 marzo 2015        | 25 settembre 2015    |
| 5  | Episode 5        | Episodio 5      | 2 aprile 2015        | 25 settembre 2015    |
| 6  | Episode 6        | Episodio 6      | 9 aprile 2015        | 25 settembre 2015    |
| 7  | Episode 7        | Episodio 7      | 16 aprile 2015       | 25 settembre 2015    |
| 8  | Episode 8        | Episodio 8      | 23 aprile 2015       | 25 settembre 2015    |
| 9  | Episode 9        | Episodio 9      | 30 aprile 2015       | 25 settembre 2015    |
| 10 | Episode 10       | Episodio 10     | 7 maggio 2015        | 25 settembre 2015    |
| 11 | Episode 11       | Episodio 11     | 14 maggio 2015       | 25 settembre 2015    |

## Episodio 1
- Titolo originale: Episode 1
- Diretto da: John Ridley
- Scritto da: John Ridley

### Trama
Dopo che un veterano di guerra viene ucciso durante un'aggressione domestica contro di lei e sua moglie, le autorità iniziano la ricerca dei responsabili del suo omicidio. I genitori della vittima, sconvolti dalla notizia, arrivano per seppellire il figlio e sperano di trovare le risposte alla sua morte.

## Episodio 2
- Titolo originale: Episode 2
- Diretto da: John Ridley
- Scritto da: John Ridley

### Trama
Barb e Russ affrontano i sospettati Carter e Aubry per la prima volta dall'udienza di arresto. Tony é spaventato dalla sua collocazione in riformatorio e trova difficile adattarsi. Le autorità scoprono che Hector ha un mandato d'arresto in Messico. La famiglia Stoke non é d'accordo su dove seppellire Matt.

## Episodio 3
- Titolo originale: Episode 3
- Diretto da: Gloria Muzio
- Scritto da: John Ridley

### Trama
Nonostante il loro teso rapporto, Aliyah continua a sostenere suo fratello nella sua innocenza.

## Episodio 4
- Titolo originale: Episode 4
- Diretto da: Joshua Marston
- Scritto da: Diana Son

### Trama
Nuove informazioni portano la squadra di difesa di Carter a ottenere un'udienza per la cauzione.

## Episodio 5
- Titolo originale: Episode 5
- Diretto da: Hanelle Culpepper
- Scritto da: Ernie Pandish

### Trama
Carter è riuscito ad uscire su cauzione; Mark dice a Barb che qualcosa la sorprende.

## Episodio 6
- Titolo originale: Episode 6
- Diretto da: Nicole Kassell
- Scritto da: Davy Perez

### Trama
Barb attira l'attenzione ai media sul caso di suo figlio; mentre la situazione di Carter in prigione peggiora sempre di più.

## Episodio 7
- Titolo originale: Episode 7
- Diretto da: Sam Miller
- Scritto da: Stacy A. Littlejohn

### Trama
Ad Aubry viene chiesto di testimoniare contro Carter e un nuovo detective ha informazioni per Aliyah.

## Episodio 8
- Titolo originale: Episode 8
- Diretto da: Rachel Morrison
- Scritto da: Julie Hébert

### Trama
I piani di Aliyah di organizzare una marcia per la causa di Carter provocano emozioni diverse.

## Episodio 9
- Titolo originale: Episode 9
- Diretto da: Jessica Yu
- Scritto da: Keith Huff

### Trama
Alonzo cerca aiuto da una fonte inaspettata; Aubry riceve notizie che la lasciano sconvolta.

## Episodio 10
- Titolo originale: Episode 10
- Diretto da: Millicent Shelton
- Scritto da: Sonay Hoffman

### Trama
Russ riprende la battaglia quando vengono alla luce nuove accuse contro Matt Skokie.

## Episodio 11
- Titolo originale: Episode 11
- Diretto da: John Ridley
- Scritto da: John Ridley

### Trama
Il caso giunge alla conclusione, cambiando per sempre la vita delle persone coinvolte.